# Barcelona Open 2019 - Doppio
Feliciano e Marc López erano i detentori del titolo, ma non hanno partecipato insieme a questa edizione del torneo. Feliciano López ha partecipato con Pablo Carreño Busta perdendo in semifinale da Juan Sebastián Cabal e Robert Farah. Marc López con Marcel Granollers perdendo al primo turno contro Raven Klaasen e Joe Salisbury.
In finale Cabal e Farah hanno sconfitto Jamie Murray e Bruno Soares con il punteggio di 6-4, 7–6(4).

## Teste di serie
1. Łukasz Kubot /  Marcelo Melo (quarti di finale)
2. Jamie Murray /  Bruno Soares (finale)

1. Juan Sebastián Cabal /  Robert Farah (campioni)
2. Oliver Marach /  Mate Pavić (quarti di finale)

## Qualificati
1. Roberto Carballés Baena /  Jaume Munar (primo turno)

## Wildcard
1. Pablo Carreño Busta /  Feliciano López (semifinale)

1. David Marrero /  Fernando Verdasco (primo turno)

## Tabellone

### Legenda
| - Q = Qualificato - WC = Wild card - LL = Lucky loser | - ALT = Alternate - SE = Special Exempt - PR = Protected Ranking | - w/o = Walkover - r = Ritirato - d = Squalificato |

|  | Primo turno           | Primo turno               | Primo turno             | Primo turno | Primo turno |  |  | Quarti di finale | Quarti di finale        | Quarti di finale        | Quarti di finale  | Quarti di finale |   |      | Semifinali | Semifinali              | Semifinali       | Semifinali        | Semifinali        |   |    | Finale | Finale | Finale | Finale | Finale |  |
|  |                       |                           |                         |             |             |  |  |                  |                         |                         |                   |                  |   |      |            |                         |                  |                   |                   |   |    |        |        |        |        |        |  |
|  | 1                     | Ł Kubot M Melo            | 68                      | 7           | [10]        |  |  |                  |                         |                         |                   |                  |   |      |            |                         |                  |                   |                   |   |    |        |        |        |        |        |  |
|  |                       | J Sousa D Thiem           | 7                       | 65          | [7]         |  |  | 1                | Ł Kubot M Melo          | Ł Kubot M Melo          | 3                 | 5                |   |      |            |                         |                  |                   |                   |   |    |        |        |        |        |        |  |
|  | WC                    | P Carreño Busta F López   | P Carreño Busta F López | 6           | 6           |  |  | WC               | P Carreño Busta F López | P Carreño Busta F López | 6                 | 7                |   |      |            |                         |                  |                   |                   |   |    |        |        |        |        |        |  |
|  |                       | N Mektić F Škugor         | N Mektić F Škugor       | 3           | 4           |  |  |                  |                         |                         |                   |                  |   |      | WC         | P Carreño Busta F López | 6                | 2                 | [10]              |   |    |        |        |        |        |        |  |
|  | 3                     | JS Cabal R Farah          | 6                       | 3           | [10]        |  |  |                  |                         | 3                       | JS Cabal R Farah  | 4                | 6 | [12] |            |                         |                  |                   |                   |   |    |        |        |        |        |        |  |
|  | Q                     | R Carballés Baena J Munar | 3                       | 6           | [5]         |  |  | 3                | JS Cabal R Farah        | JS Cabal R Farah        | 6                 | 7                |   |      |            |                         |                  |                   |                   |   |    |        |        |        |        |        |  |
|  | H Kontinen J Peers    | H Kontinen J Peers        | H Kontinen J Peers      | 7           | 6           |  |  |                  | H Kontinen J Peers      | H Kontinen J Peers      | 4                 | 6                |   |      |            |                         |                  |                   |                   |   |    |        |        |        |        |        |  |
|  | M González H Zeballos | M González H Zeballos     | M González H Zeballos   | 5           | 4           |  |  |                  |                         |                         |                   |                  |   |      | 3          | JS Cabal R Farah        | JS Cabal R Farah | 6                 | 7                 |   |    |        |        |        |        |        |  |
|  | M Granollers M López  | M Granollers M López      | 2                       | 6           | [1]         |  |  |                  |                         |                         |                   |                  |   |      |            |                         | 2                | J Murray B Soares | J Murray B Soares | 4 | 64 |        |        |        |        |        |  |
|  | R Klaasen J Salisbury | R Klaasen J Salisbury     | 6                       | 3           | [10]        |  |  |                  | R Klaasen J Salisbury   | R Klaasen J Salisbury   | 7                 | 7                |   |      |            |                         |                  |                   |                   |   |    |        |        |        |        |        |  |
|  |                       | K Nishikori D Schwartzman | 7                       | 4           | [5]         |  |  | 4                | O Marach M Pavić        | O Marach M Pavić        | 68                | 64               |   |      |            |                         |                  |                   |                   |   |    |        |        |        |        |        |  |
|  | 4                     | O Marach M Pavić          | 65                      | 6           | [10]        |  |  |                  |                         |                         |                   |                  |   |      |            | R Klaasen J Salisbury   | 6                | 3                 | [9]               |   |    |        |        |        |        |        |  |
|  |                       | J-J Rojer H Tecău         | J-J Rojer H Tecău       | 6           | 7           |  |  |                  |                         | 2                       | J Murray B Soares | 4                | 6 | [11] |            |                         |                  |                   |                   |   |    |        |        |        |        |        |  |
|  | WC                    | D Marrero F Verdasco      | D Marrero F Verdasco    | 3           | 6           |  |  |                  | J-J Rojer H Tecău       | J-J Rojer H Tecău       | 3                 | 3                |   |      |            |                         |                  |                   |                   |   |    |        |        |        |        |        |  |
|  |                       | I Dodig É Roger-Vasselin  | 5                       | 6           | [5]         |  |  | 2                | J Murray B Soares       | J Murray B Soares       | 6                 | 6                |   |      |            |                         |                  |                   |                   |   |    |        |        |        |        |        |  |
|  | 2                     | J Murray B Soares         | 7                       | 1           | [10]        |  |  |                  |                         |                         |                   |                  |   |      |            |                         |                  |                   |                   |   |    |        |        |        |        |        |  |

## Qualificazione

### Teste di serie
1. Ben McLachlan /  Jan-Lennard Struff (primo turno)

1. Austin Krajicek /  Artem Sitak (primo turno)

### Qualificati
1. Roberto Carballés Baena /  Jaume Munar

### Tabellone qualificazioni
|  | Primo turno | Primo turno                         | Primo turno | Primo turno | Primo turno |  |  | Ultimo turno | Ultimo turno                        | Ultimo turno                        | Ultimo turno | Ultimo turno |  |
|  |             |                                     |             |             |             |  |  |              |                                     |                                     |              |              |  |
|  | 1           | Ben McLachlan Jan-Lennard Struff    | 1           | 6           | [9]         |  |  |              |                                     |                                     |              |              |  |
|  | WC          | Roberto Carballés Baena Jaume Munar | 6           | 3           | [11]        |  |  | WC           | Roberto Carballés Baena Jaume Munar | Roberto Carballés Baena Jaume Munar | 7            | 7            |  |
|  |             | Leander Paes Benoît Paire           | 4           | 6           | [10]        |  |  |              | Leander Paes Benoît Paire           | Leander Paes Benoît Paire           | 63           | 5            |  |
|  | 2           | Austin Krajicek Artem Sitak         | 6           | 4           | [7]         |  |  |              |                                     |                                     |              |              |  |